# 田ノ口村 (高知県)
田ノ口村（たのくちむら）は、高知県幡多郡にあった村。現在の黒潮町の南端および四万十市双海にあたる。

## 地理
- 海洋：土佐湾
- 山岳：飯積山、八丁山

## 歴史
- 1889年（明治22年）4月1日 - 町村制の施行により、馬荷村・橘川村・御坊畑村・上田ノ口村・下田ノ口村・田野浦村・出口村・伊屋村の区域をもって発足。
- 1943年（昭和18年）4月29日 - 入野村・七郷村と合併して大方村が発足。同日田ノ口村廃止。
- 1957年（昭和32年）4月1日 - 大方町のうち旧村域の一部（大字伊屋）が中村市に編入。同年、大字伊屋が改称して大字双海となる。

## 交通

### 鉄道路線
現在は旧村域に土佐くろしお鉄道中村線の西大方駅が所在するが、当時は未開業。